# John Pius Boland
John Mary Pius Boland (16 de setembro de 1870 – 17 de março de 1958) foi um político irlandês e o primeiro campeão olímpico da história no tênis.
Durante uma visita a seu amigo Thrasyvoalos Manaos em Atenas, em 1896, Boland inscreveu-se no torneio de tênis dos primeiros Jogos Olímpicos, já que Manaos era um dos integrantes do comitê organizador do evento. Boland acabou por conquistar o torneio de simples, derrotando o alemão Friedrich Traun na primeira rodada, Evangelos Rallis na segunda rodada e Konstantinos Paspatis na semifinais, dois adversários gregos e finalmente Dionysios Kasdaglis, egípcio que representou a Grécia, na final.
Boland ainda disputou o torneio de duplas ao lado de Friedrich Traun, adversário que havia superado na primeira rodada do torneio de simples. Juntos chegaram até a final, onde derrotaram os gregos Demetrios Petrokokkinos e Dionysios Kasdaglis.
Encerrada sua carreira de esportista, John Pius Boland ingressou no IPP (Partido do Parlamento Irlandês) onde integrou o parlamento de South Kerry entre 1900 e 1918.